# Fratelli Zignone fu Carlo
La Fratelli Zignone fu Carlo è stata un'azienda tessile italiana, con sede a Pray, fondata nel 1877 e chiusa nel 1966. Nel 1991 il complesso industriale venne ceduto al Centro Studi Biellesi che ne avviò la trasformazione in museo oggi noto come Fabbrica delle ruota.

## Storia

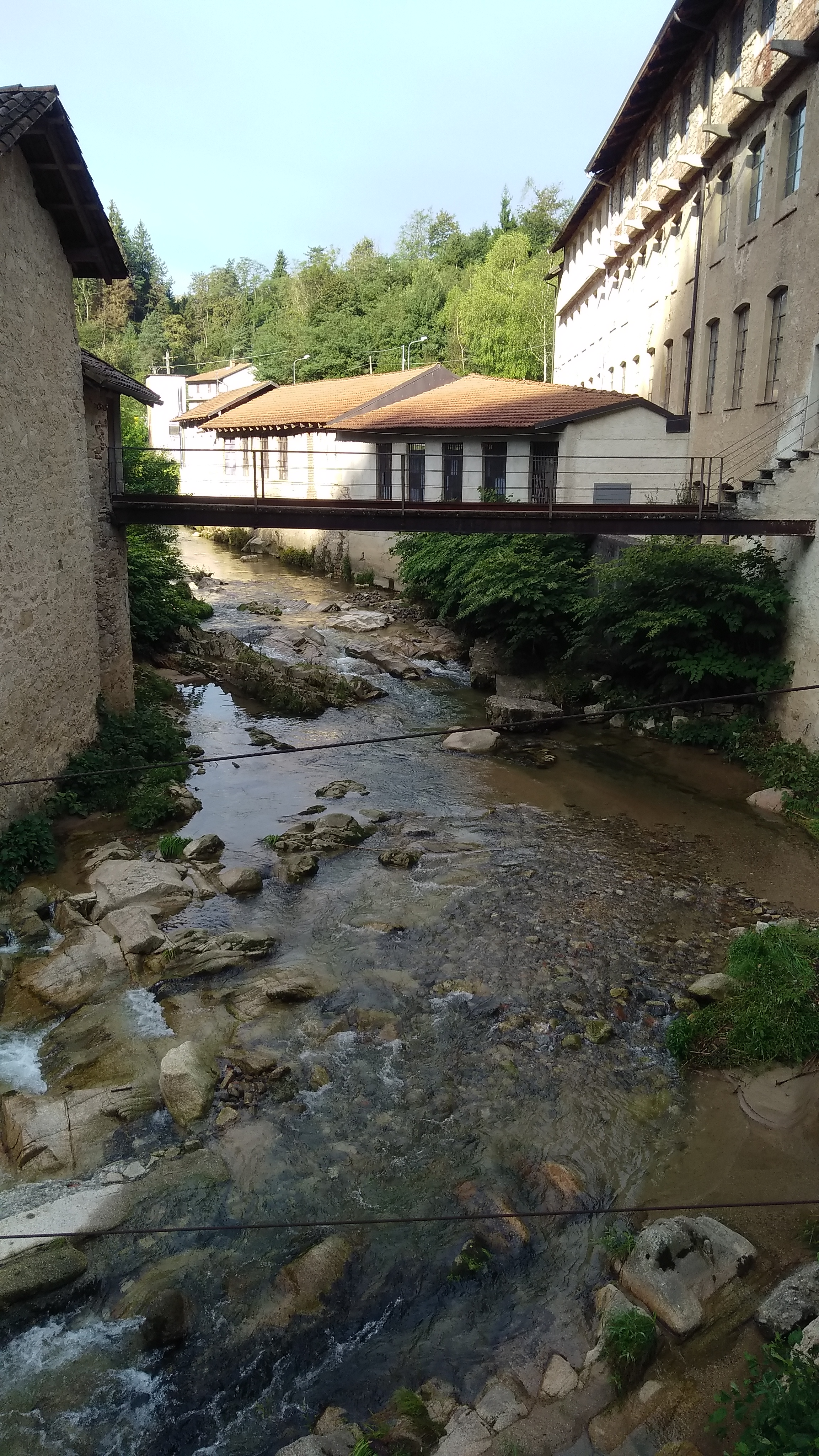
Vista con il torrente

### Fondazione e periodo produttivo
Il lanificio venne costruito dai fratelli Zignone nel 1877, in località Vallefredda, a poca distanza dalla confluenza del rio Scoldo col torrente Ponzone e in prossimità della strada provinciale Biella-Borgosesia. L'attività venne esercitata inizialmente da Pietro, Giovanni e Carlo. Dalle poche decine di operai presenti in fabbrica alla fine dell'800, il lanificio dei fratelli Zignone arrivò ad occuparne fino a 158 nell'anno 1937. La fluttuazione della produzione provocava mutamenti periodici nella quantità degli addetti: in alcuni periodi il lavoro era distribuito su tre turni, compreso quello notturno, mentre in altri momenti gli operai venivano impiegati solo alcuni giorni alla settimana.  Il lanificio dei fratelli Zignone produceva unicamente stoffe cardate in pura lana e misto cotone o sintetico. La maggior parte del prodotto, considerato di buona qualità, era destinato al mercato nazionale, ma non mancava anche la clientela straniera. Trattandosi di un lanificio a ciclo completo tutte le lavorazioni erano concentrate nello stabilimento. Solo gli stendissaggi, o "ramme", erano disposti sul pendio oltre la strada. Alla morte di Pietro, nel 1891, soltanto Carlo mantenne l'azienda, ma, da solo, non riuscì ad andare oltre il 1896. In quell'anno lo stabilimento venne affittato ad Anselmo Giletti, che vi installò una filatura a servizio dell'importante complesso di Ponzone. Nel 1900 Carlo Zignone morì lasciando vedova Felicita Tonella ed orfani dieci figli bambini. Solo nel 1912 i fratelli Umberto, Oreste e Rinaldo Zignone ritornarono in possesso della fabbrica e costituirono una società con i fratelli Ferla, titolari dell'omonimo lanificio di Polto. Cessato nel 1918 il sodalizio coi Ferla i fratelli Zignone amministrarono autonomamente l'azienda sotto la ragione sociale "Lanificio Fratelli Zignone fu Carlo". Si ipotizza che all'inizio del Novecento le pezze da 35 metri finiti fossero circa 4000 all'anno, mentre si arrivava sicuramente ai 100.000 metri negli anni '30 grazie alle commesse militari. L'alluvione del 1927 causò gravi danni allo stabilimento e nel 1931 morì Umberto Zignone. Oreste e Rinaldo riavviarono la produzione in società con loro collaboratori, come il disegnatore Ugo Rista e l'addetto commerciale Armando Garlanda. La "Zignone Garlanda & Rista" si sciolse nel 1937. Nel 1949 anche Garlanda uscì di scena e ancora una volta i fratelli Oreste e Rinaldo, ed il nipote Ermanno, figlio di Umberto, tornarono a gestire in proprio con un avvio promettente.

### Decadenza e trasformazione in museo
Gli anni Cinquanta però furono un periodo difficile e molte piccole aziende non tennero il passo: ciò accadde anche al lanificio dei fratelli Zignone. Nel 1966 l'imprenditore Carlo Beretta acquistò gli stabili della Vallefredda senza però riprendere l'attività. Nel 1991 Carlo Beretta donò il complesso industriale al DocBi-Centro Studi Biellesi.. Oggi lo stabilimento fa parte dell'Ecomuseo del Biellese e rappresenta uno dei più noti esempi di archeologia industriale italiani, in particolare per l'assetto multipiano dello stabilimento e il ben conservato sistema teledinamico che consente la trasmissione dell'energia idraulica del torrente Ponzone ai macchinari produttivi.. Ribattezzato Fabbrica delle ruota per la grande ruota metallica facente parte del sistema di trasmissione sopra citato, ospita eventi culturali e mostre ed è aperto al pubblico nei giorni festivi.